# Louise Nevelson
Louise Nevelson (ur. 23 września 1899 w Perejasławiu, w Imperium Rosyjskim, zm. 17 kwietnia 1988 w Nowym Jorku) – amerykańska rzeźbiarka pochodzenia żydowskiego. W wieku 6 lat wyemigrowała wraz z matką i rodzeństwem do Stanów Zjednoczonych, gdzie kilka lat wcześniej przybył jej ojciec. Już za młodu postanowiła zostać rzeźbiarką. Mając 21 lat wyszła za mąż, ale małżeństwo to nie było udane i w 1941 roku zakończyło się rozwodem.
Wykształcenie artystyczne zdobyła w Art Students League of New York oraz indywidualnie pod kierunkiem znanych artystów, między innymi Hansa Hofmanna i Diega Rivery. Wybrała własną drogę artystyczną. Czerpiąc z najważniejszych kierunków w sztukach plastycznych wypracowała oryginalny styl, nie przypominający niczego, co się działo w ówczesnej sztuce. Znana głównie z monumentalnych, monochromatycznych rzeźb w drewnie, zwanych ścianami – walls (Sky Cathedral, 1958) oraz monumentalnych rzeźb plenerowych, wykonanych ze stali Cor-ten (Shadows and Flags na Louise Nevelson Plaza w Nowym Jorku, 1978).
Laureatka licznych wyróżnień i nagród, w tym National Medal of Arts (1985), tytuł doctor honoris causa w dziedzinie sztuki, przyznany przez Harvard University (1985) oraz Order Sztuki i Literatury, nadany przez ministra kultury Republiki Francuskiej.
Należy do najważniejszych postaci w amerykańskiej rzeźbie XX wieku.

## Życiorys i twórczość

### Młodość i edukacja

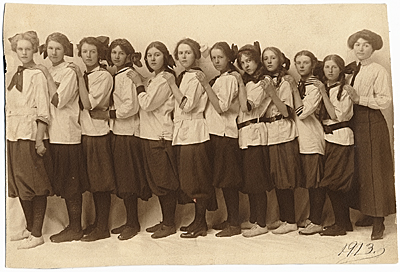
Louise Berliawsky (czwarta od lewej) z koleżankami z ławki szkolnej, 1913, Archives of American Art

Louise Nevelson urodziła się 23 września 1899 w Perejasławiu, w Imperium Rosyjskim jako Lieja Bierlawskaja (ros. Лея Берлявская), córka Izaaka Bierliawskiego i Anny Minny Ziesel Smolerank. Miała troje rodzeństwa: brata Nachmana (ur. 1898) oraz siostry, Chaję (ur. 1902) i Lillian (ur. 1906, już w Stanach Zjednoczonych). Jej ojciec i dziadek byli przedsiębiorcami z branży drzewnej. W 1902 roku ojciec postanowił wyemigrować do Stanów Zjednoczonych. Po przyjeździe udało mu się znaleźć pracę w swoim zawodzie. Rodzina tymczasem czekała na załatwienie formalności związanych z przyjazdem. Rozłąka okazała się szczególnie bolesna dla Liei, która straciła na sześć miesięcy głos.
W 1905 roku rodzina wyemigrowała do Ameryki, osiedlając się w Rockland w stanie Maine. Po przybyciu dzieci otrzymały zamerykanizowane imiona: Nachman – Nathan, Chaja – Anita, a Lieja – Louise. Choć rodzina w domu rozmawiała w języku jidysz, to dzieci w szkole szybko opanowały język angielski. Ojciec po pewnym czasie dostosował się do wymogów amerykańskiego życia, ale matce się to nie udało. Cały swój czas poświęciła wychowywaniu dzieci. Młoda Louise dorastała nieco na uboczu lokalnej społeczności. Jak później wyjaśniała, nie chciała mieć przyjaciół, ponieważ nie zamierzała związać się z Rockland. Mając 6 lat, lubiła obrabiać małe kawałki drewna, które wygrzebywała w składzie drzewnym ojca. Już w młodym wieku zdecydowała się na karierę w artystyczną, uczestnicząc w zajęciach z rysunku w Rockland High School, którą ukończyła w 1918 roku.

### Lata 20.
Po ukończeniu szkoły otrzymała pracę stenografistki w kancelarii prawniczej w Rockland. Spotkała tam Bernarda Nevelsona, dzięki któremu poznała jego brata, Charlesa. W czerwcu 1920 roku oboje zawarli związek małżeński przed rabinem w hotelu Copley Plaza w Bostonie, po czym zamieszkali w Nowym Jorku. Dla Luise był to pretekst, by opuścić Rockland, a dla jej rodziców – spełnienie marzenia, aby ich córki dzięki związkom małżeńskim weszły do rodzin żydowskich, ustabilizowanych finansowo. W 1922 roku urodził się ich syn, Myron (nazwany później Mike). W 1924 roku wszyscy troje przeprowadzili się do nowego domu w Mount Vernon, wówczas żydowskiej enklawy w hrabstwie Westchester. Louise była niezadowolona z przeprowadzki, ponieważ dla niej oznaczało to izolację od życia artystycznego. Do swych zainteresowań powróciła dopiero w 1929 roku, rozpoczynając studia artystyczne w Art Students League of New York, gdzie do 1930 roku uczęszczała na zajęcia pod kierunkiem Kennetha Hayesa Millera. Rodzina jej męża nie ceniła jednak jej artystycznych ambicji. 

### Lata 30.
W 1931 roku pozostawiła męża z jego rodziną i wyjechała samotnie do Europy, by studiować kubizm u Hansa Hofmanna w jego pracowni w Monachium. Później udała się do Włoch i Francji. W 1932 roku powróciła do Nowego Jorku i ponownie studiowała przez pewien czas u Hofmanna, który w międzyczasie został gościnnym wykładowcą w Art Students League. W 1933 roku poznała Diega Riverę, który przebywał w Nowym Jorku, pracując nad swoim muralem w Rockefeller Center: przez krótki czas pracowała jako jego asystentka. Wkrótce potem sama zaczęła rzeźbić. Dołączyła do klasy rzeźbiarskiej, prowadzonej przez Chaima Grossa w Educational Alliance. Jej wczesne rzeźby były stworzone głównie w gipsie, glinie i tattistone. Podobnie jak wielu w tamtym czasie Nevelson interesowała się sztuką prekolumbijskiego Meksyku, a w 1933 roku stworzyła niewielką kamienną grupę dwóch postaci w stylu zbliżonym do leżących figur, które w tym czasie, i pod ten samym wpływem stworzył Henry Moore.
W latach 30. Nevelson brała udział wielu wystawach zbiorowych (zarówno wolnych, jak i konkursowych), zdobywając uznanie dla swojej pracy. W 1935 roku, w ramach Works Progress Administration, wykładała malarstwo ścienne we Flatbush Boys w Brooklynie, a następnie, do 1939 roku pracowała w dziale sztuk pięknych jako malarka sztalugowa i rzeźbiarka. W międzyczasie, wiosną 1936 roku wzięła udział w wystawie w A.C.A. Gallery w Nowym Jorku, znalazła się też wśród z czterech młodych artystów, zaproszonych na wystawę w A.C.A. we wrześniu tego samego roku. Jej prace rzeźbiarskie zwróciły uwagę The New York Times, który określił je jako niepodobne do tego wszystkiego, co publiczność widziała wcześniej.
Przed wybuchem II wojny światowej i w jej trakcie czołowi amerykańscy rzeźbiarze, tacy jak: Alexander Calder, Ibram Lassaw, Isamu Noguchi, Theodore Roszak, David Smith, David Hare i Seymour Lipton zaczęli eksperymentować ze spawanym metalem, jako tworzywem swych abstrakcyjnych rzeźb, Nevelson poszła własną drogą, tworząc swoje prace ze znajdowanych, drewnianych przedmiotów.

### Lata 40.
W 1941 roku Nevelson rozwiodła się z mężem (wcześniej, na przełomie 1932 i 1933 roku sąd ogłosił separację między małżonkami). W tym samym roku miała swoją pierwszą wystawę indywidualną w Galerii Nierendorf, prowadzonej przez Karla Nierendorfa, który reprezentował ją aż do swojej śmierci w 1947 roku. Zarówno ta, jak i indywidualna wystawa w roku następnym otrzymały przychylne recenzje. Mniej więcej w tym czasie odkryła ozdobną skrzynkę Joe Milone, lokalnego pucybuta i zorganizowała jej pokaz w Museum of Modern Art, co spotkało się z dużym zainteresowaniem prasy. W latach 40. zrealizowała wiele dzieł w kamieniu, brązie, terakocie i drewnie, z których większość stanowiła kubistyczne studium postaci. W 1943 roku w Galerii Norlyst miała wystawę, zatytułowaną The Clown as the Centre of World, w której znalazły się prace o tematyce cyrkowej, wykonane z wyrzuconych kawałków drewna i innych materiałów. Ta nowa propozycja nie została wówczas zbyt dobrze przyjęta, więc Nevelson powróciła do niej dopiero w połowie lat 50..
W 1945 roku przeprowadziła się do nowego, czterokondygnacyjnego domu przy 323 East 30th Street we wschodnim Manhattanie. Mieszkała tam do końca 1958 lub na początku 1959 roku.
W 1947 roku studiowała akwafortę u Stanleya Williama Haytera w Atelier 17, w Nowym Jorku. W 1948 roku odwiedziła Anglię, Francję i Włochy. W latach 1948–1949 pracowała w nowojorskim Sculpture Center, tworząc w terakocie i kamieniu.

### Lata 50.

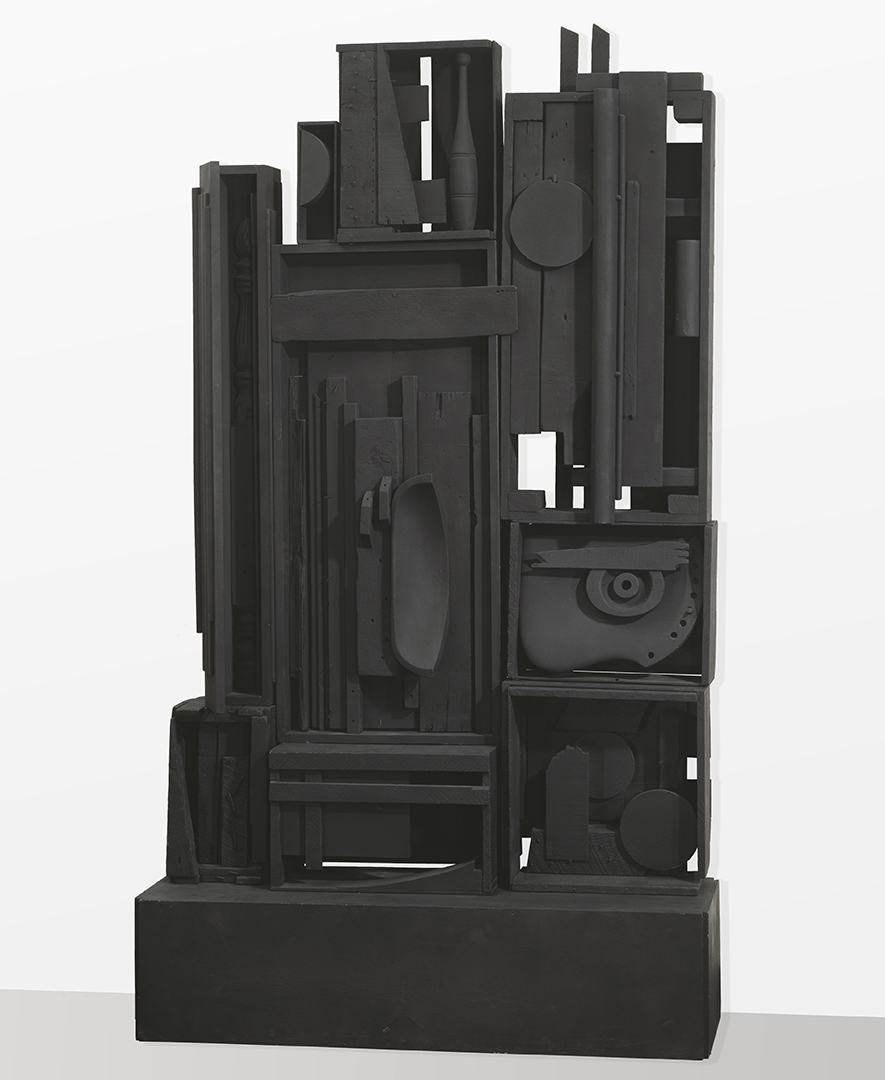
Lunar landscape, 1959–1960, Amon Carter Museum of American Art, Fort Worth

We wczesnych latach 50. Nevelson starała się wystawiać możliwie często swoje prace. Nadal jednak borykała się z kłopotami finansowymi. Aby związać koniec z końcem, zaczęła uczyć rzeźby w szkole dla dorosłych Great Neck, na Long Island. W latach 1950–1951 odbyła podróż do Meksyku i Gwatemali, żeby zapoznać się ze sztuką prekolumbijską. W 1954 roku stworzyła pierwszą serię drewnianych, rzeźbiarskich pejzaży. Zostały one obmyślone i zrealizowane w jej domu. Wielu widzów zrozumiało, że sztuka Nevelson była ściśle powiązana ze specyfiką miejsca, w którym mieszkała. Ten bliski związek był oczywisty również dla brytyjskiego krytyka, Johna Russella. Był on, jego zdaniem, wkładem nowojorczyków w sztukę. Mieszkańcy wykorzystywali materiały, które wielkie miasto zapewniało im w nadmiarze w wyniku ciągłych rozbiórek niepotrzebnych budynków, w tym również w sąsiedztwie domu Nevelson. Ona sama ze znajdowanych w ruinach rozmaitych elementów wyposażenia wnętrz zaczęła tworzyć swe kompozycje. 
W 1954 roku miała indywidualną wystawę swych akwafort w Lotte Jacobi Gallery. W 1955 roku związała się z Grand Central Moderns Gallery, prowadzonej przez Colette Roberts. Miała tam kilka indywidualnych wystaw: w 1955 roku – Ancient Games and Ancient Places, w trakcie której zaprezentowała pracę Bride of the Black Moon, w 1957 – The Forest – pracę First Personage i w 1958 roku Moon Garden+ One, na którym przedstawiła swoją pierwszą ścianę rzeźbiarską, Sky Cathedral (Niebiańska katedra). Pracę nabyło Museum of Modern Art. Sky Cathedral ma wymiary 343,9 × 305,4 x 45,7 cm. Składa się z ustawionych na ścianie pudełek, z których każde zostało wypełnione drewnianymi odpadkami, w tym listwami, kołkami, wrzecionami i częściami mebli. Następnie Nevelson pomalowała cały zestaw na czarno, jednocząc kompozycję i przesłaniając poszczególne obiekty. Swego czasu wyjaśniła swoją fascynację kolorem czarnym stwierdzając, iż czerń nie jest negacją koloru, ale obejmuje wszystkie kolory, będąc najbardziej arystokratycznym kolorem spośród wszystkich.
To dzięki tym ścianom rzeźbiarskim artystka stała się później najbardziej znana. Kiedy rzeźba współczesna stawała się coraz bardziej otwarta i przejrzysta, Nevelson zawładnęła wyobraźnią publiczności swym opanowaniem ciemności i głębokiego cienia. Przywróciła z powrotem tajemnicę rzeźbie, a widz, który stał przez pewien czas przed jedną z jej czarnych ścian, przypominał sobie coś, czego nie można było łatwo znaleźć w Ameryce Północnej: oddziaływanie  rzeźbionego drewna i kamienia na oświetloną szarzejącym światłem zachodzącego słońca gotycką katedrę.
W 1959 roku artystka związała się z Martha Jackson Gallery, w której otrzymała gwarantowany dochód osiągając w ten sposób pewne zabezpieczenie finansowe. Jej pierwszy pokaz w tej galerii, Sky Columns Presence, miał miejsce jesienią 1959 roku. W tym samym roku została zaproszona przez Museum of Modern Art do udziału w wystawie Sixteen Americans. Do tego momentu jej prace składały się głównie z drewnianych elementów, pomalowanych na czarno. Po otrzymaniu zaproszenia Nevelson postanowiła nagle zmienić kolor swych prac na biały. Stworzyła wówczas kompozycję o wymiarach pokoju, zatytułowaną Dawn's Wedding Feast (Przyjęcie weselne o świcie). Dzieło nawiązywało do przełomu kolorystycznego w twórczości artystki, ale było także jej emocjonalną zemstą za własne, nieudane małżeństwo. Po zakończeniu wystawy Museum of Modern Art zakupiło jedynie dwa mniejsze  elementy dzieła, kilka dalszych nabyli kolekcjonerzy, Nelson Rockefeller i Martha Jackson. Sama Nevelson chciała, aby cała jej kompozycja, składająca się z 85 elementów, pozostała nienaruszona i zachowała swą integralność po zakupieniu jej przez jakieś muzeum lub pojedynczego kolekcjonera. Była nawet gotowa przekazać pracę jakiemuś muzeum w całości, ale żadne nie wyraziło zainteresowania. Ponieważ sama nie była w stanie przechować tak obszernego dzieła, zniszczyła dużą część jego elementów, zachowując jedynie niektóre z nich do wykorzystania w przyszłych projektach.
Wystawa Sixteen Americans stała się radykalnym przełomem w sztuce, ponieważ zaprezentowało się na niej pokolenie młodych twórców, przeciwstawiających się ekspresjonizmowi abstrakcyjnemu, takich jak: 29-letni Jasper Johns, 36-letni Ellsworth Kelly, 34-letni Robert Rauschenberg i 23-letni Frank Stella. Nevelson, której pionierska, biała instalacja była jej prawdziwym, publicznym debiutem, miała już 60 lat. Również w 1959 oku otrzymała pierwszą nagrodę za swoje dzieło na wystawie Art U.S.A. w New York Coliseum.

### Lata 60.

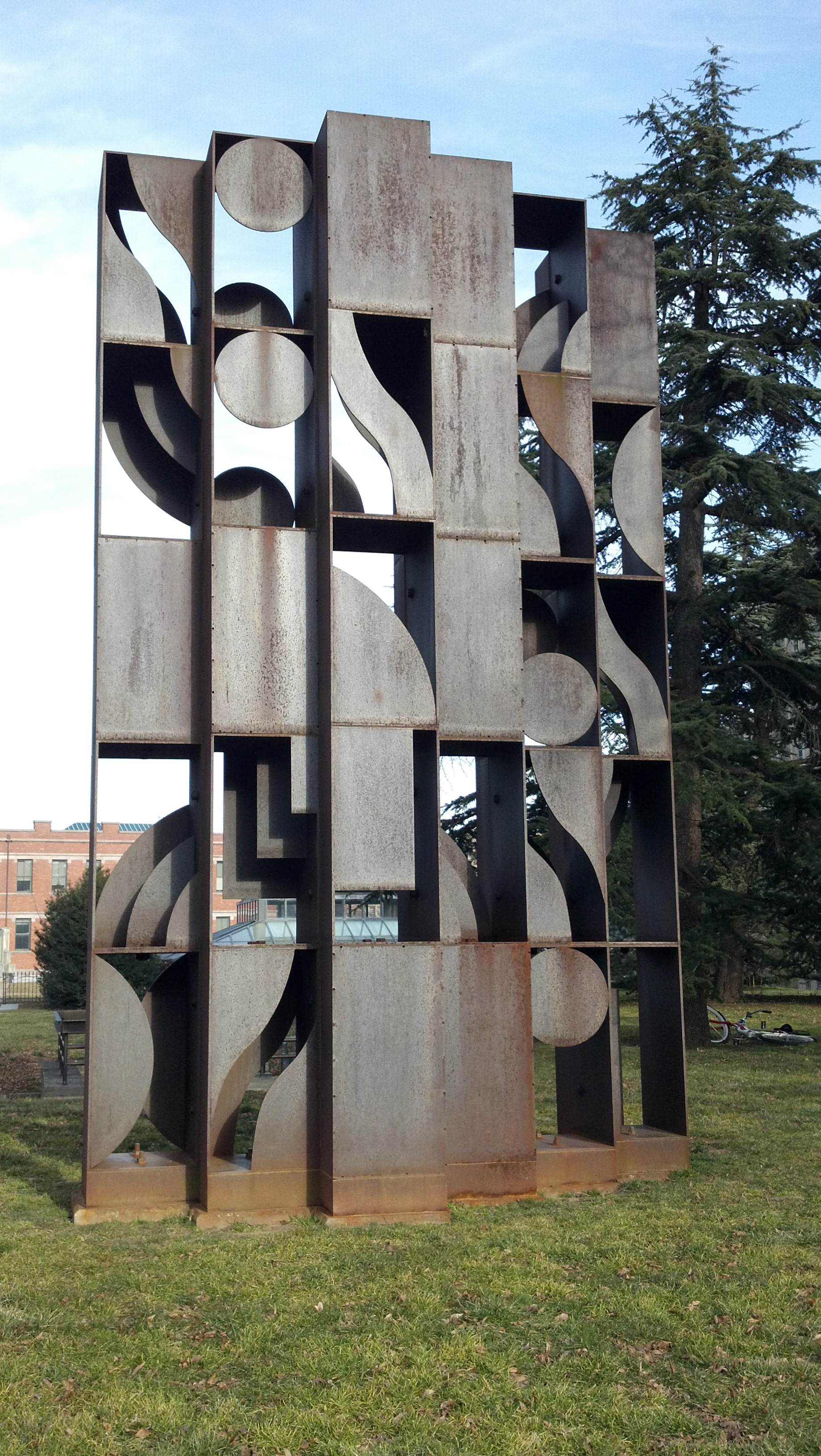
Atmosphere and Environment X, 1969, część John B. Putnam Jr. Memorial Collection, kampus Uniwersytetu Princeton

W 1960 roku miała swoją pierwszą wystawę w Europie, w Galerie Daniel Cordier w Paryżu. W 1962 roku Whitney Museum of American Art zakupiło jej czarną ścianę, Young Shadows (Młode cienie). W tym samym roku prace Nevelson zostały wybrane na 31. Biennale w Wenecji. W trakcie Biennale spotkała Alberta Giacomettiego. Przez lata Nevelson zatrudniała kilku asystentów, w tym Teddy’ego Haseltine’a, Toma Kendalla i Dianę Mackown, którzy pomagali w pracowni i codziennych sprawach. Brała również udział w różnych ugrupowaniach artystycznych, była przewodniczącą nowojorskiego Chapter of Artists' Equity w latach 1957–1958 oraz prezesem National Artists' Equity w latach 1962–1964. W 1962 roku opuściła Martha Jackson Gallery, a po w krótkim, niefortunnym związku z Sidney Janis Gallery związała się jesienią 1963 roku z Pace Gallery, którą prowadził Arnold Glimcher. Przez kolejne dwa lata prowadziła w niej pokazy swoich nowych prac.
W 1964 miała wystawę indywidualną w Pace Gallery w Bostonie i Nowym Jorku. W tym samym roku w Paryżu, ukazała się pierwsza, poświęcona jej monografia, Louise Nevelson, autorstwa Colette Roberts. Miała indywidualną wystawę w Kunsthalle w Bernie.
W 1965 roku Israel Museum w Jerozolimie nabyło jej pracę Homage to 6,000,000 II. Na rzecz Tate Gallery w Londynie przekazała dzieło An American Tribute to the British People, składające się z 35 drewnianych skrzynek, ułożonych w monumentalną kompozycję, wysoką na 3 i szeroką na 4 m. Chociaż każde pudełko było jedyne w swoim rodzaju, Nevelson ułożyła je w symetryczną kompozycję, rygorystycznie uporządkowaną i zdefiniowaną przez wyraziste, pionowe linie. Zestaw został pomalowany błyszczącym, metalicznym złotem, które jednoczył jego elementy składowe w całość.
W 1966 roku otrzymała tytuł honorowy z rąk Western College for Women in Oxford w Ohio. Została wiceprzewodniczącą International Association of Artists.
W 1967 roku miała swoją pierwszą wystawę retrospekcyjną muzealną w Whitney Museum of American Art, w trakcie której zaprezentowała ponad 100 swoich prac, od rysunków z lat 30. do najnowszych kompozycji. W 1968 roku została wybrana do National Institute of Arts and Letters. Do tego czasu osiągnęła zarówno uznanie krytyków, jak i sukces komercyjny. Nieustannie eksperymentowała z nowymi materiałami; kontynuowała budowę swoich czarnych, drewnianych ścian, ale także wykonywała konstrukcje z aluminium, plastiku i metalu. Jesienią 1969 roku otrzymała zamówienie z Princeton University na wykonanie monumentalnej rzeźby plenerowej, wykonanej ze stali Cor-ten (jej pierwszej rzeźby tego typu), a następnie wykonała prace zlecone, między innymi dla Philadelphia Federal Courthouse i Chase Manhattan Bank w Nowym Jorku. W 1969 roku Juilliard School of Music w Nowym Jorku nabył jej Nightsphere Light. Wzięła udział w wystawie w Galerie Jeanne Bucher w Paryżu, oraz indywidualnie w: Museum of Fine Arts, Houston, Rijksmuseum w Amsterdamie i Kröller-Müller Museum w Otterlo, w Holandii.

### Lata 70.
W 1970 roku otrzymała zlecenie na rzeźbę-ścianę dla synagogi Temple Beth-El w Great Neck, w stanie Nowy Jork, zatytułowaną The White Flame of the Six Million (Biały płomień dla sześciu milionów). Miała indywidualną wystawę w Whitney Museum of American Art. W 1972 roku przekazała miastu Nowy Jork rzeźbę ze stali Cor-ten Night Presence IV (ustawioną w Park Avenue między 91. a 92. ulicą).
W 1973 roku otrzymała zamówienie na rzeźbę ze stali Cor-ten dla synagogi Temple Israel w Bostoniee. W tym samym roku Walker Art Center zorganizowało dużą wystawę jej prac, prezentowanych przez następne dwa lata w całych Stanach Zjednoczonych. Miała indywidualne wystawy w Moderna Museet w Sztokholmie, w Studio Marconi w Mediolanie, a w roku 1974 w Neue Nationalgalerie w Berlinie i w Centre National d’art Contemporain w Paryżu.

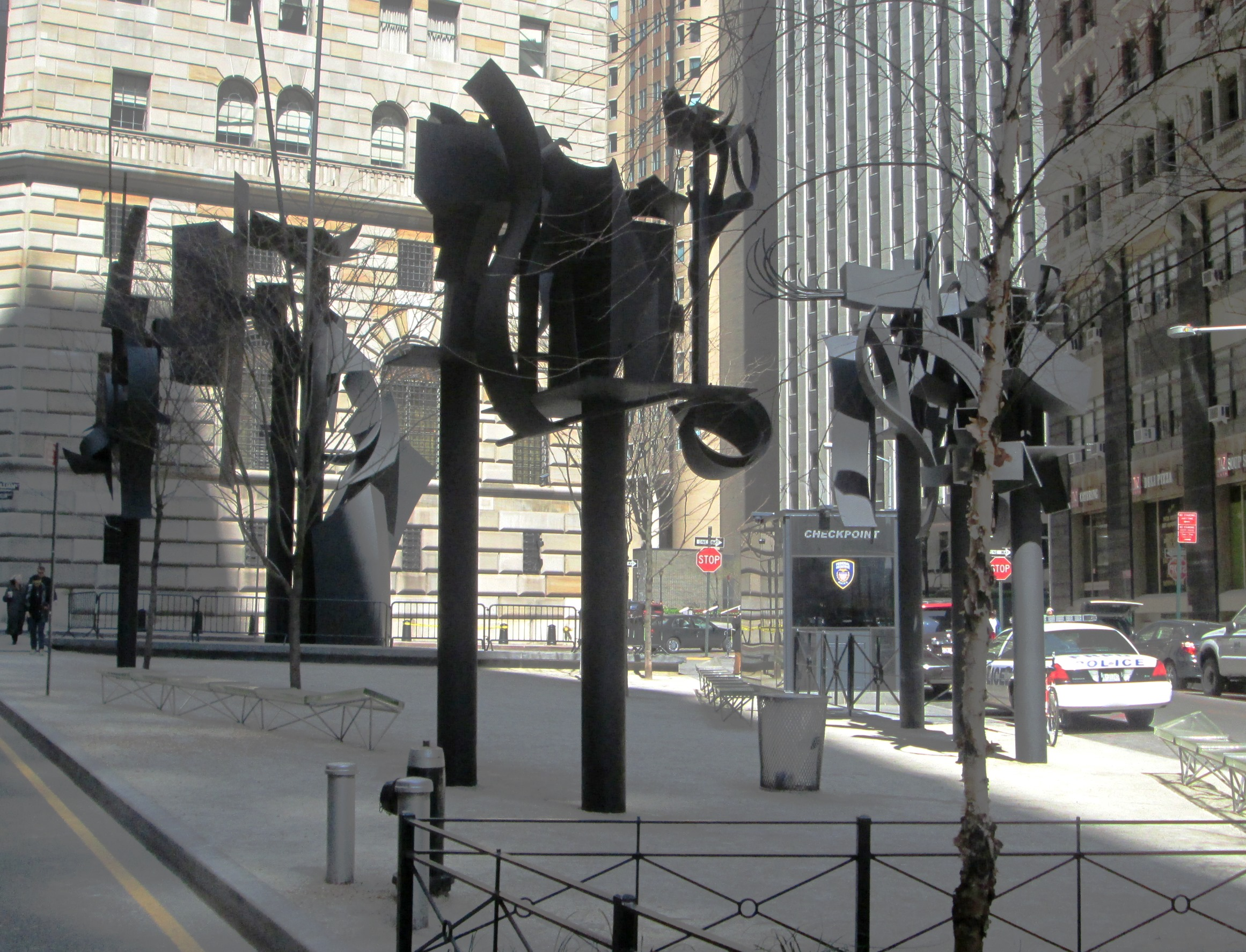
Shadows and Flags, 1978, Louise Nevelson Plaza, Nowy Jork

W 1975 roku zaprojektowała kaplicę dla luterańskiego kościoła św. Piotra na Manhattanie. W tym samym roku miała indywidualną wystawę w Minami Gallery w Tokio] oraz wzięła udział w dwóch wystawach, zorganizowanych przez Agencję Informacyjną Stanów Zjednoczonych, które były prezentowane w Iranie, Indii i Japonii.
W 1976 roku otrzymała zamówienie na kompozycje z drewna pomalowanego na biało, Philadelphia Bicentennial Dawn dla Federal Courthouse w Filadelfii. New York University nadał jej tytuł doctor honoris causa.
W 1977 roku otrzymała zamówienie na pomalowaną na czarno, monumentalną rzeźbę, Sky Tree, przeznaczoną dla Embarcadero Center w San Francisco. Otrzymała tytuły honorowe z rąk Columbia University oraz Hebrew Union College-Jewish Institute of Religion.
W 1978 roku na Louise Nevelson Plaza w Nowym Jorku, pomiędzy Liberty Street a Maiden Lane, zamontowano jej siedem rzeźb ze stali Cor-ten, Shadows and Flags (Cienie i flagi). Otrzymała zamówienie na rzeźbę Sky Gate New York dla World Trade Center. Została ona zniszczona w wyniku zamachu z 11 września. Otrzymała tytuł honorowy z rąk Boston University.
W 1979 roku przyjęła zamówienie na trzy duże rzeźby ze stali Cor-ten, Trilogy, przeznaczone dla Bendix Corporation of America w Headquarters Building w Southfield, w stanie Michigan. Została wybrana członkinią American Academy of Arts and Letters.

### Lata 80.
W 1980 roku miała wystawę retrospektywną w Whitney Museum of American Art, zatytułowana Atmospheres and Environments, wystawę indywidualną w Phoenix Art Museum, Fourth Dimension oraz w Galerie de France w Paryżu (1981).
W 1983 roku została odznaczona Złotym Medalem za Rzeźbę przez American Academy of Arts and Letters.
W 1984 roku zaprojektowała akcesoria i ubiory do opery Orfeusz i Eurydyka w Opera Theatre w Saint Louis.
W 1985 roku otrzymała szereg nagród i wyróżnień, w tym: National Medal of Arts (wręczony przez Prezydenta Ronalda Reagana), tytuły doctor honoris causa w dziedzinie sztuki, przyznane przez Harvard University oraz Tufts University, Order Sztuki i Literatury, nadany przez ministra kultury Republiki Francuskiej. Miała indywidualne wystawy w Farnsworth Art Museum w Rockland oraz w nowojorskiej Pace Gallery (Mirror Shadow).
W 1986 otrzymała Nagrodę Wolności Miasta Nowy Jork, tytuł doctor honoris causa w dziedzinie sztuk pięknych szkoły artystycznej przy Art Institute of Chicago oraz szereg innych wyróżnień. Miała indywidualną wystawę w Claude Bernard Gallery w Paryżu.
Zmarła 17 kwietnia 1988 roku mając opinię jednego z najważniejszych amerykańskich rzeźbiarzy XX wieku.